# Блогосфера
Блогосфе́ра (от англ. blogosphere) — совокупность всех блогов как сообщество или социальная сеть. Термин «блогосфера» построен аналогично термину «ноосфера» и ему подобным.
Существующее в мире множество (по данным 2006 года — свыше 35 млн) блогов обычно тесно связаны между собой. Их авторы и читатели комментируют посты и реплики друг друга, ссылаются друг на друга и таким образом формируют свою субкультуру. Понятие блогосферы делает упор на одно из основных отличий блогов от других веб-страниц и интернет-форумов: связанные между собой блоги могут составлять динамичную всемирную информационную экосистему.
Блогосфера является важной средой изучения общественного мнения и формирования интернет-культуры. Она часто учитывается в академических и неакадемических работах, исследующих современные тенденции развития общества.

## История термина
Впервые английское слово blogosphere придумал в качестве шутки Брэд Грэхэм 10 сентября 1999 года, его фраза звучала «Goodbye, cyberspace! Hello, blogiverse! Blogosphere? Blogmos?»
Затем в начале 2002 года термин был заново придуман и введён в оборот Уильямом Квиком, и тут же распространился сперва в сообществе военных блогов, освещающих американскую операцию в Афганистане, а затем и за его пределы. В том же 2002 году слово впервые появляется в русских блогах Живого Журнала.
Позднее блогосферу стали условно подразделять на топовую и не топовую в зависимости от рейтинговости блогов и записей.

## Феномен блогосферы
Феномен блогосферы состоит в том, что за несколько лет самозародилось новое информационное пространство. Быстрее реагирующее, более независимое и сложнее контролируемое.
Предпосылками к возникновению блогосферы являлись:
A) Экспоненциальный рост блогеров и блогов. Широкое распространение блогов началось во второй половине 90-х годов прошлого века. Первый блог появился в 1994 году, однако о том, кто создал первый блог, исследователи до сих пор спорят. По данным на 2004 год зафиксировано 4 миллиона блогов. По данным на 2008 год в мире зарегистрировано 133 миллиона блогов. То есть за 4 года число блогов возросло в 33 раза. Конечно, более половины из них созданы в рекламных целях. Согласно данным Яндекса в Рунете около 12 миллионов блогов, тогда как регулярно обновляемыми из них является 1 миллион. Рост блогов и блогеров объясняется такими факторами как:
- рост числа интернет-пользователей;
- простота в создании и ведении блога (в 1999 году Pyra Labs создала портал Blogger — первый бесплатный, общедоступный и простой в использовании инструмент для блогеров);
- наличие свободного доступа к сети на рабочем месте;
- свобода высказываний в блогах (однако в некоторых странах высказывания в блогах законодательно приравнены к публичным).

B) Стремление людей к диверсификации источников информации и скорейшему получению информации. До появления блогосферы СМИ полностью контролировали информационную повестку дня. Блогосфера позволила удовлетворить данные человеческие стремления из-за:
- веры в «свободность блогов», отсутствие цензуры и прочее;
- огромной скорости распространения информации по блогосфере;
- личностной окрашенности информации;
- огромного числа источников информации (каждый блогер является источником информации).

C) Удовлетворение социальных потребностей людей.

## Влияние блогосферы на социальные процессы
Блог может являться площадкой для общественных дискуссий. За счёт того, что по блогосфере информация распространяется стремительно и неконтролируемо, ускоряется и реакция общественного мнения по различным вопросам.
Появление массовой гражданской журналистики. Как уже было сказано выше, каждый блогер — это источник информации. Это привело к тому, что информации стало больше, она стала субъективнее, интереснее. Однако, это привело и к падению качества информации, поскольку привлечь блогера к ответственности за недостоверную информацию практически невозможно.
Заметим, что существуют два противоположных мнения насчёт роли блогов в социальных процессах:
1. Участие в блогах ведёт к смягчению социальной напряжённости, поскольку позволяет человеку самореализоваться наиболее безобидным образом, «спуская пар» в блогах.
2. Блоги ведут к радикализации социальных процессов, поскольку доступность и неконтролируемость информации приводит к тому, что радикальные идеи распространяются по блогосфере стремительно. Невозможность контролировать информацию вредит существующим режимам как демократическим, так и автократическим.

(подтверждением второй позиции является, например, Арабская весна)
Одним из свидетельств роста влияния блогосферы является то, что сегодня практически все политические, культурные и прочие деятели ведут блог.
Производительность труда у блогеров в среднем на 10 % меньше, чем у людей, не имеющих блога, поскольку часть рабочего времени они тратят на блог.

## Использование блогосферы
Бизнес может использовать блогосферу на 4 уровнях:
1. Мониторинг блогосферы по заданным ключевым словам (словосочетаниям).
2. Blogger relations. Создание отношений с блогерами и пользователями социальных сетей, которые так или иначе связаны с выбранными темами.
3. Создание и развитие своих блогов — помимо основного сайта.
4. Маркетинг блога в блогосфере.

### Мониторинг
Некоторые поисковые системы, предназначенные для поиска в блогах, используют ссылки между блогами для отслеживания взаимных связей. Используя преимущества гипертекстовых ссылок, которые играют роль меток обсуждаемых тем, эти сайты могут отследить перемещение обсуждения темы от блога к блогу. Они также помогают исследовать распространение мемов по блогосфере и выявить наиболее важные сайты, играющие в этом роль.
В Рунете отслеживать информацию помогает сервис поиска blogs.yandex.ru. Однако 3 ноября 2009 года Яндекс объявил о том, что закрывает рейтинг популярных записей в блогах.

Мы увидели, что сервис, который изначально создавался как зеркало, отражение блогосферы, стал усилителем, медиаинструментом. Сработал эффект положительной обратной связи: многие блогеры стали писать, комментировать и ставить ссылки только для того, чтобы «вывести постинг в топ». Появились и роботы-блогеры, которые замусоривали блогосферу с той же целью — попасть в рейтинг популярных записей. Превращение рейтинга записей в специализированную медийную площадку не позволяет нам развивать далее этот сервис в составе портала «Яндекс». Перспектив сделать из него массовый сервис мы не видим — а разработка Яндекса сосредоточена в основном на массовых сервисах. Поэтому мы приняли решение прекратить поддержку сервиса и одновременно предоставить всем желающим техническую возможность сделать свои рейтинги популярных записей — свою версию ответа на вопрос «что сейчас волнует популярных блогеров», — пишет Волнухин, менеджер компании Яндекс в своём блоге.

Уже сегодня существует несколько независимых творческих рейтингов популярных записей в блогосфере.

## Вопросы этики в блогосфере
С широким распространением блогов в сети Интернет начинает формироваться особый подвид компьютерной этики — блогерская этика, затрагивающая вопросы достоверности публикуемой информации, плагиата, соблюдения моральных и нравственных норм. В России также внимание уделяется проблеме использования в блогах элементов обсценной лексики и мата.

### Blogger relations
Цели blogger relations — поиск и развитие отношений с авторами-блогерами и модераторами сообществ, которых можно вовлекать в процесс развития проекта.
Способы:
- поиск целевых групп и отдельных блогеров;
- комментирование блогов;
- переписка с лидерами мнений;
- предоставление товаров на тестирование;
- общение на оффлайновых мероприятиях;
- создание базы людей с отрицательным/положительным отношением к проекту.